# Dancs Lajos (katona)
Kövecsesi Dancs Lajos (Nagyszőlős, 1827. augusztus 22. – Pest, 1891. május 8.) magyar királyi honvédőrnagy, emlékíró.

## Élete
Szoczovszky N. fia, Dancs István unokaöccse volt. Középiskoláit Máramarosszigeten, a jogi tanulmányokat Eperjesen végezte. Az 1848-as országgyűlésre mint Szontagh János Bereg megyei követ írnoka ment fel. Az 1848–1849-es szabadságharcot mint honvéd küzdötte végig és mint kapitány tette le a fegyvert. A szabadságharc lezajlása után külföldre menekült; egy évet Konstantinápolyban töltött; innét Anglián keresztül Amerikába vitte sorsa, ahol nyolc évet töltött és egy ideig Mészáros Lázár volt hadügyminiszter mellett Katona Miklóssal együtt annak Iowa-i farmján tartózkodott, a farm házának leégése után elváltak egymástól. Amerikából 1858 végén tért vissza hazájába. 1861-ben Ugocsa megyében szolgabírói, majd törvényszéki ülnöki tisztet viselt. A honvédség szervezésekor Máriássy János tábornok felszólítására, annak kötelékébe lépett mint százados; később őrnagyi rangra emelkedett. Nyugalomba lépvén, Nagyszőlősön, Ugocsa megyében telepedett le, s kertészettel foglalkozva töltötte napjait.

## Munkái
- Törekékek tíz éves emigrationalis élményeimből. Nagy-Szőllős, 1890. Online hozzáférés (A nyomtatott kiadványt ism. Fővárosi Lapok, 1990/97. sz.)